# Mouvance
 (janvier 2022).
Si vous disposez d'ouvrages ou d'articles de référence ou si vous connaissez des sites web de qualité traitant du thème abordé ici, merci de compléter l'article en donnant les références utiles à sa vérifiabilité et en les liant à la section « Notes et références ».

Le royaume de Francie Occidentale au XIe siècle, entre domaine (bleu) et fiefs mouvants (autres couleurs).

La mouvance est un concept de droit féodal qui désigne l'ensemble des fiefs et arrière-fiefs soumis à l'hommage à un souverain. Elle se distingue ainsi du domaine royal, qui sont les biens tenus en propre par le souverain. Elle procède du démembrement des royaumes par l'aliénation des fiefs dans le cadre de la féodalité.

## Une légitimation de la reconquête du royaume capétien
La notion est généralement attribuée à Suger, qui s'en sert dans sa Vie de Louis VI le Gros (1144) pour justifier la souveraineté capétienne. Il part du cas de l'investiture du Vexin, qui entre en possession du roi en 1092 ; ce fief dépend pourtant, en termes féodaux, de l'abbaye de Saint-Denis. Le roi doit-il dès lors faire hommage à l'abbé ? Suger affirme que non, puisque l'abbaye tient elle-même ses domaines du roi. Le comté ne fait donc pas l'objet d'une investiture, mais d'un retour à son suzerain suprême, le roi lui-même, ou plus précisément à une notion que Suger invente pour l'occasion : la couronne.
Sa théorie est donc simple : de main en main, tout fief est tenu, in fine, de la main du roi de France, seul homme du royaume à ne devoir l'hommage à personne. Par la chaîne des vassalités, Suger reconstitue donc une pyramide de territoires qui se distingue par un sommet commun : le roi. On retrouve par là le royaume issu du traité de Verdun, bien que celui-ci ait été, dans les faits, éclaté en une multitude de principautés. Le roi recouvre ainsi son statut de suzerain suprême de tout le royaume et les droits attachés à ce statut.
Dès lors les rois capétiens vont s'attacher à obtenir le retour de toutes les terres mouvantes de la couronne, c'est-à-dire de l'ensemble des terres sur lesquelles le roi exerçait indirectement ses droits de suzeraineté.

## Un concept généralisé
Si le concept de mouvance s'applique, à l'origine, à la seule suzeraineté du roi de France, il a été généralisé par l'usage. On l'emploie ainsi pour désigner la pyramide vassalique dépendant d'un prince souverain, comme le roi de Castille ou l'empereur germanique. Par extension, il est parfois utilisé au niveau inférieur pour désigner les vassaux d'un feudataire, quoique cet usage pose un problème en raison de la possibilité d'intervention du suzerain suprême.
La mouvance désignerait alors de façon plus générale l'ensemble des fiefs et arrière-fiefs devant hommage à un seigneur, quel qu'il soit.